# Tobata (Kitakiusiu)
Tobata (jap. 戸畑区 Tobata-ku) – jedna z siedmiu dzielnic Kitakiusiu, miasta w prefekturze Fukuoka.
Kitakiusiu powstało 10 lutego 1963 roku w wyniku połączenia 5 miast, w tym Tobaty, które zostało jedną z dzielnic miasta.
Położona jest w północnej części miasta. Graniczy z dzielnicami Kokurakita, Yahatahigashi i Wakamatsu. 